# 宣統朝得諡人物表
本表列出宣統朝獲得諡號的人物。
| 姓名                   | 籍貫                       | 逝世                                     | 官職                                               | 諡號 | 卹典                                                                   | 備註                                        |
| ---------------------- | -------------------------- | ---------------------------------------- | -------------------------------------------------- | ---- | ---------------------------------------------------------------------- | ------------------------------------------- |
| 楊士驤                 | 安徽泗州                   | 宣統元年五月初十日                       | 直隸總督                                           | 文敬 | 贈太子少保，尋削                                                       |                                             |
| 張之洞                 | 直隸南皮                   | 宣統元年八月二十一日                     | 太子太保銜，體仁閣大學士，軍機大臣                 | 文襄 | 贈太保，入祀賢良祠                                                     |                                             |
| 馬亮                   | 漢軍正黃旗                 | 宣統元年九月                             | 成都將軍                                           | 勇僖 |                                                                        |                                             |
| 孫家鼐                 | 安徽壽州                   | 宣統元年十月十七日                       | 太子太傅銜，武英殿大學士                           | 文正 | 贈太傅，入祀賢良祠                                                     |                                             |
| 崧杰                   | 多羅克勤郡王               | 宣統二年正月                             | 禮部尚書                                           | 順   |                                                                        |                                             |
| 戴鴻慈                 | 廣東南海                   | 宣統二年正月十三日                       | 協辦大學士，尚書銜軍機大臣                         | 文誠 | 贈太子少保銜，入祀賢良祠                                               |                                             |
| 夏毓秀                 | 雲南昆明                   | 宣統二年正月十六日                       | 湖北提督                                           | 勇恪 | 追諡在八月                                                             |                                             |
| 葛寶華                 | 浙江山陰                   | 宣統二年二月十八日                       | 禮部尚書                                           | 勤恪 |                                                                        |                                             |
| 馬維騏                 | 雲南阿迷                   | 宣統二年三月                             | 頭品頂帶，四川提督                                 | 果肅 |                                                                        |                                             |
| 鹿傳霖                 | 直隸定興                   | 宣統二年七月二十二日                     | 太子太保，東閣大學士，軍機大臣                     | 文端 | 贈太保，入祀賢良祠                                                     |                                             |
| 張亨嘉                 | 福建侯官                   | 宣統二年十二月二十一日（1911年1月21日）  | 禮部左侍郎                                         | 文厚 |                                                                        |                                             |
| 孚琦                   | 滿洲正藍旗西林覺羅氏       | 宣統三年二月初十日（1911年3月10日）      | 廣州將軍，廣州滿洲副都統                           | 恪愍 | 贈太子少保                                                             |                                             |
| 銘安                   | 葉赫那拉氏                 | 宣統三年閏六月十七日（1911年）           | 吉林將軍                                           | 文肅 | 贈太子太保                                                             |                                             |
| 鳳山                   | 漢軍鑲白旗                 | 宣統三年九月初四日（1911年）             | 廣州將軍                                           | 勤節 | 贈太子少保                                                             |                                             |
| 陸鍾琦                 | 浙江蕭山                   | 宣統三年九月初八日（1911年）             | 山西巡撫                                           | 文烈 | 贈太子少保                                                             |                                             |
| 陸光熙                 | 浙江蕭山                   | 宣統三年九月初八日（1911年）             | 翰林院侍講                                         | 文節 | 贈三品京堂                                                             | 陸鍾琦子                                    |
| 世增                   | 漢軍正白旗祖氏             | 宣統三年九月初九日（1911年）             | 甘肅布政使、雲南布政使                             | 忠愍 | 贈巡撫                                                                 |                                             |
| 鍾麟同                 |                            | 宣統三年九月初十日（1911年）             | 陸軍副都統銜、陸軍第十九鎮統制官                   | 忠壯 | 贈副都統                                                               |                                             |
| 松壽                   | 滿洲正白旗                 | 宣統三年九月十九日（1911年）             | 閩浙總督                                           | 忠節 | 贈太子少保                                                             |                                             |
| 樸壽                   | 滿洲鑲黃旗                 | 宣統三年九月二十一日（1911年）           | 福州將軍                                           | 忠肅 | 贈太子太保                                                             |                                             |
| 馮汝騤                 | 河南祥符                   | 宣統三年九月（1911年）                   | 江西巡撫                                           | 忠愍 | 贈太子少保                                                             |                                             |
| 端方                   | 滿洲正白旗託濶羅氏         | 宣統三年十月初七日（1911年）             | 署四川總督、候補侍郎、督辦粵川漢鐵路大臣、直隸總督 | 忠愍 | 贈太子太保，予二等輕車都尉世職                                         |                                             |
| 端錦                   |                            | 宣統三年十月初七日（1911年）             | 三品銜河南候補知府、許州直隸州知州                 | 忠惠 |                                                                        |                                             |
| 恆齡                   | 滿軍正藍旗                 | 宣統三年十月二十日（1911年）             | 署荊州左翼副都統、寧夏副都統                       | 壯節 | 贈太子少保                                                             |                                             |
| 趙國賢                 |                            | 宣統三年十一月初五日（1911年）           | 記名提督，廣東潮州鎮總兵                           | 忠壯 | 贈太子少保，予騎都尉世職                                               |                                             |
| 志銳                   | 滿洲正紅旗他塔拉氏         | 宣統三年十一月二十日（1911年）           | 尚書銜伊犁將軍                                     | 文貞 | 贈太子少保                                                             |                                             |
| 金佐葵                 |                            | 宣統三年（1911年）                       | 廣西北流縣知縣                                     | 節愍 | 贈道員                                                                 |                                             |
| 唐景崇                 | 廣西灌陽人                 | 宣統五年（1913年）                       | 學務大臣                                           | 文簡 |                                                                        |                                             |
| 俞廉三                 | 浙江山陰                   | 宣統五年（1913年）                       | 倉場侍郎                                           | 敏僖 |                                                                        |                                             |
| 世鐸                   | 和碩禮親王                 | 宣統五年十二月二十五日（1914年1月20日）  | 宗人府宗令、正黃旗滿洲都統                         | 恪   | 派郡王銜貝勒載濤往奠，賞陀羅經被，賞銀三千兩治喪，伊子誠厚即日承襲親王 |                                             |
| 翁同龢                 | 江蘇常熟                   | 光緒三十年（1904年）                     | 前戶部尚書、前協辦大學士                           | 文恭 |                                                                        | 宣統六年二月十八日（1914年3月14日）追諡文恭 |
| 趙秉鈞                 | 河南汝州                   | 宣統六年（1914年）                       | 民政部大臣                                         | 恭勤 |                                                                        |                                             |
| 玉春                   |                            | 宣統六年（1914年）                       | 監察御史                                           | 忠節 |                                                                        | 節愍？                                      |
| 朱江                   |                            | 宣統六年（1914年）                       | 內閣中書                                           | 忠愍 |                                                                        | 貞愍？                                      |
| 高賡恩                 |                            | 宣統六年（1914年）                       | 太常寺少卿                                         | 文通 |                                                                        |                                             |
| 懋林                   | 和碩豫親王                 | 宣統六年九月十七日（1914年11月4日）      |                                                    | 敏   | 派貝勒載潤往奠，賞陀羅經被，賞銀一千圓治喪，伊子端鎮即日承襲親王       |                                             |
| 魁斌                   | 和碩睿親王                 | 宣統七年二月二十六日（1915年4月10日）    |                                                    | 敬   | 賞陀羅經被，賞銀二千圓治喪                                             |                                             |
| 陸潤庠                 | 江蘇元和                   | 宣統七年八月十八日（1915年9月26日）      | 太傅銜太保、東閣大學士、弼德院顧問大臣             | 文端 | 派貝勒載潤往奠，賞陀羅經被，賞銀三千圓治喪，贈太傅                     |                                             |
| 于式枚                 | 廣西賀縣                   | 宣統七年（1915年）                       | 學部右侍郎                                         | 文和 |                                                                        |                                             |
| 鄧華熙                 |                            | 宣統七年（1915年）                       | 貴州巡撫                                           | 和簡 |                                                                        |                                             |
| 載功                   | 和碩莊親王                 | 宣統八年正月三十日（1916年3月3日）       |                                                    | 恭   | 派貝勒載瀛往奠，賞陀羅經被，賞銀一千圓治喪，伊子溥緒即日承襲親王       |                                             |
| 景豐                   |                            | 宣統八年三月初三日（1916年4月5日）       | 內務府大臣                                         | 誠慎 | 賞陀羅經被，派貝子溥忻往奠，賞銀五千兩治喪                             |                                             |
| 榮慶                   | 蒙古正黃旗鄂卓爾氏         | 宣統八年三月二十五日（1916年4月27日）    | 太子少保銜、協辦大學士、弼德院顧問大臣、實錄館總裁 | 文恪 | 賞陀羅經被，賞銀五千兩治喪                                             |                                             |
| 徐坊                   | 山東臨清                   | 宣統八年八月初二日（1916年8月30日）      | 國子監丞、毓慶宮行走                               | 忠勤 | 派貝勒載潤往奠，追贈太子少保，賞陀羅經被，賞銀三千圓治喪               |                                             |
| 奎俊                   | 滿洲正白旗                 | 宣統八年八月初五日（1916年9月2日）       | 鑲紅旗滿洲都統、內務府大臣、刑、吏部尚書           | 愨靖 | 派貝勒載瀛往奠                                                         |                                             |
| 魏光燾                 | 湖南邵陽                   | 宣統八年十二月初七日（1916年12月31日）   | 閩浙總督                                           | 威肅 |                                                                        |                                             |
| 林紹年                 | 福建閩縣                   | 宣統八年（1916年）                       | 雲貴總督                                           | 文直 |                                                                        |                                             |
| 奕劻                   | 和碩慶親王                 | 宣統九年正月初七日（1917年1月29日）      | 弼德院院長                                         | 密   | 派郡王銜貝勒載濤往奠，賞銀三千圓治喪，伊子載振即日承襲親王             |                                             |
| 誠厚                   | 和碩禮親王                 | 宣統九年正月二十四日（1917年2月15日）    |                                                    | 敦   | 派貝勒載瀛往奠                                                         |                                             |
| 訥勒赫                 | 多羅順承郡王               | 宣統九年正月二十九日（1917年2月20日）    | 鳥槍營管理大臣、閱兵大臣，鑲黃旗滿洲部統           | 質   | 派貝勒載潤往奠，賞陀羅經被，賞銀二千圓治喪                             |                                             |
| 錫良                   | 蒙古鑲藍旗巴岳特氏         | 宣統十年二月初一日（1918年）             | 熱河都統、東三省總督                               | 文誠 | 賞陀羅經被，賞銀五百圓治喪                                             |                                             |
| 沈瑜慶                 | 福建侯官                   | 宣統十年九月初二日（1918年）             | 貴州巡撫                                           | 敬裕 |                                                                        |                                             |
| 瞿鴻禨                 | 湖南善化                   | 宣統十年（1918年）                       | 協辦大學士、外務部尚書                             | 文慎 |                                                                        |                                             |
| 張行志                 |                            | 宣統十年七月十三日（1918年8月19日）      | 固原提督                                           | 武壯 |                                                                        |                                             |
| 粱濟                   |                            | 宣統十年（1918年）                       | 民政部員外郎                                       | 貞端 |                                                                        |                                             |
| 丁寶銓                 | 江蘇山陽                   | 宣統十一年正月初八日（1919年2月8日）     | 山西巡撫                                           | 恪敏 |                                                                        |                                             |
| 梁鼎芬                 |                            | 宣統十一年（1919年）                     | 候補三品京堂、湖北按察使、毓慶宮行走               | 文忠 | 派貝勒載瀛往奠，賞陀羅經被，贈太子少保，賞銀三千圓治喪                 |                                             |
| 陳若霖                 | 福建閩縣                   | 道光十一年（1832年）                     | 刑部尚書                                           | 文誠 |                                                                        | 宣統十一年追諡文誠。追予太保。陳寶琛曾祖    |
| 袁績懋                 | 江蘇陽湖                   | 咸豐八年九月十二日（1858年10月18日）     | 翰林院編修                                         | 文節 |                                                                        | 宣統十一年追諡文節。追予南書房行走袁勵准祖  |
| 李瑞清                 | 江西撫州                   | 宣統十二年（1920年）                     | 署江寧提學使、江蘇候補道                           | 文潔 |                                                                        |                                             |
| 莊和皇貴妃阿魯特氏     | 蒙古鑲藍旗                 | 宣統十三年三月初七日（1921年4月14日）    |                                                    | 恭肅 |                                                                        |                                             |
| 珍貴妃他他拉氏         | 滿洲鑲紅旗                 | 光緒二十六年(1900年)                     |                                                    | 恪順 |                                                                        | 宣統十三年追予，加皇貴妃                    |
| 周馥                   | 安徽建德                   | 宣統十三年（1921年）                     | 兩廣總督                                           | 愨慎 |                                                                        |                                             |
| 世續                   | 內務府滿洲正黃旗索勒豁金氏 | 宣統十三年（1921年）                     | 太保、文華殿大學士                                 | 文端 | 贈太傅                                                                 |                                             |
| 善耆                   | 和碩肅親王                 | 宣統十四年（1922年）                     | 民政部尚書                                         | 忠   | 派貝子溥伒往奠，賞陀羅經被，賞銀三千圓治喪，伊子憲章即日承襲親王       |                                             |
| 伊克坦                 | 滿洲正白旗瓜爾佳氏         | 宣統十四年八月初六日（1922年9月26日）    | 毓慶宮行走                                         | 文直 | 派貝子溥伒往奠，賞陀羅經被，賞銀三千圓治喪，贈少保                     |                                             |
| 沈曾植                 | 浙江嘉興                   | 宣統十四年（1922年）                     | 安徽提學使                                         | 誠敏 |                                                                        |                                             |
| 毓朗                   | 愛新覺羅氏貝勒             | 宣統十四年十月廿八日（1922年12月16日）   |                                                    | 敏達 | 派貝子溥伒奠醊，賞陀羅經被，賞銀兩千元治喪                             |                                             |
| 張勳                   | 江西奉新                   | 宣統十五年八月初二日（1923年9月12日）    | 兩江總督                                           | 忠武 | 派貝勒載潤奠醊，贈太保，賞陀羅經被，賞銀兩千元治喪                     |                                             |
| 端康皇貴太妃他他拉氏   | 滿洲鑲紅旗                 | 宣統十六年九月二十二日（1924年10月20日） |                                                    | 溫靖 |                                                                        |                                             |
| 張人駿                 | 直隸豐潤縣                 | 民國十六年（1927年2月8日）               | 兩江總督                                           | 文貞 |                                                                        |                                             |
| 王國維                 | 浙江海寧                   | 民國十六年（1927年6月2日）               | 食五品俸，南書房行走                               | 忠愨 | 派貝子溥伒奠醊，賞陀羅經被，賞銀兩千圓治喪                             |                                             |
| 張彪                   | 山西榆次                   | 民國十六年（1927年9月13日）              | 湖北提督、陸軍第八鎮統制                           | 忠恪 |                                                                        |                                             |
| 郭曾炘                 | 福建侯官                   | 民國十七年（1928年）（8月）              | 典禮院副掌院學士                                   | 文安 | 派貝子溥伒奠醊，贈太子太保，賞陀羅經被                                 |                                             |
| 陳伯陶                 | 廣東東莞                   | 民國十九年（1930年8月）                  | 江南提學使                                         | 文良 |                                                                        |                                             |
| 升允                   | 蒙古鑲藍旗多羅特氏         | 民國二十年（1931年）                     | 陝甘總督                                           | 文忠 |                                                                        |                                             |
| 朱祖謀                 | 浙江歸安                   | 民國二十年（1931年）                     | 弼德院顧問大臣、禮部右侍郎                         | 文直 |                                                                        |                                             |
| 敬懿皇貴妃赫舍里氏     | 滿洲鑲藍旗                 | 民國二十一年（1932年2月5日）             |                                                    | 獻哲 |                                                                        |                                             |
| 耆齡                   | 滿洲正紅旗伊爾根覺羅氏     | 民國二十年（1931年）                     | 內務府大臣、正藍旗漢軍副都統                       | 勤恪 |                                                                        |                                             |
| 劉廷琛                 | 江西德化                   | 大同元年（1932年）                       | 議政大臣                                           | 文節 |                                                                        |                                             |
| 萬繩栻                 | 江西南昌                   | 大同二年（1933年）                       | 內閣閣丞                                           | 果敏 |                                                                        |                                             |
| 榮惠皇貴太妃西林覺羅氏 | 滿洲鑲藍旗                 | 大同二年（1933年5月18日）                |                                                    | 敦惠 |                                                                        |                                             |
| 陳寶琛                 | 福建閩縣                   | 康德二年（1935年3月5日）                 | 太傅                                               | 文忠 | 賜奠醊，賜祭一壇，晉贈太師，賞陀羅經被，賞銀九千元治喪                 |                                             |
| 袁大化                 | 安徽渦陽                   | 康德二年（1935年）                       | 甘肅新疆巡撫                                       | 貞毅 |                                                                        |                                             |
| 李盛鐸                 | 江西德化                   | 康德三年（1936年）                       | 山西布政使                                         | 文和 |                                                                        |                                             |
| 朱益藩                 | 江西蓮花                   | 康德四年（1937年）                       | 少保銜、副都御史                                   | 文誠 | 贈太保                                                                 |                                             |
| 鄭孝胥                 | 福建閩縣                   | 康德五年（1938年）                       | 內務府大臣、湖南布政使                             | 襄勤 |                                                                        |                                             |
| 鐵良                   | 滿洲鑲白旗穆爾察氏         | 康德五年（1938年）                       | 江寧將軍、陸軍部尚書                               | 莊靖 |                                                                        |                                             |
| 溫肅                   | 廣東順德                   | 康德六年（1939年）                       | 湖北道監察御史                                     | 文節 |                                                                        |                                             |
| 吳郁生                 | 江蘇蘇州                   | 康德七年（1940年）                       | 弼德院顧問大臣、郵傳部右侍郎                       | 文安 |                                                                        |                                             |
| 羅振玉                 | 江蘇淮安                   | 康德七年（1940年）                       | 學部參事                                           | 恭敏 |                                                                        |                                             |
| 楊鍾羲                 | 內務府漢軍正黃旗           | 康德七年（1940年）                       | 食三品俸，南書房行走，江南江寧府知府               | 文敬 |                                                                        |                                             |
| 華世奎                 | 江蘇無錫                   | 康德九年（1942年）                       | 內閣閣丞                                           | 貞節 |                                                                        |                                             |
| 譚玉齡他他拉氏         |                            | 康德九年（1942年）                       | 慶貴人                                             | 明賢 | 追贈貴妃                                                               |                                             |
| 寶熙                   | 滿洲正藍旗                 | 康德九年（1942年）                       | 內務府大臣、學部左侍郎、宗室                       | 文靖 |                                                                        |                                             |
| 楊壽樞                 | 江蘇金匱                   | 康德十一年（1944年）                     | 內閣制誥局局長                                     | 簡慎 |                                                                        |                                             |